# Financial District (Manhattan)

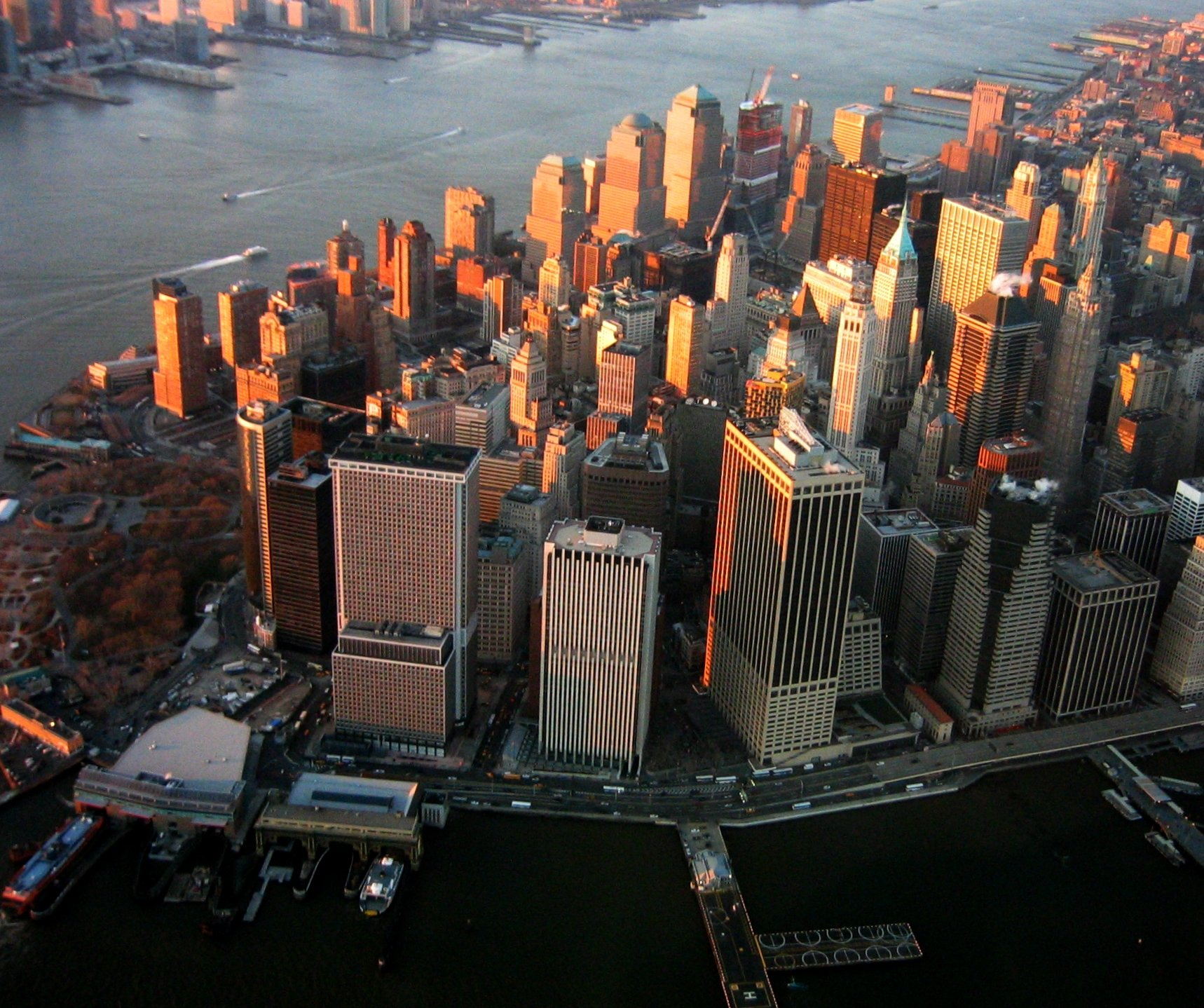
Letecký pohled na Financial District

Financial District (česky Finanční distrikt, někdy také FiDi)
je nejjižnější část městského obvodu Manhattan ve městě New York v USA, které zahrnuje kanceláře a sídla mnoha hlavních finančních institucí města, včetně New York Stock Exchange a Federal Reserve Bank of New York.
Do teroristických útoků z 11. září 2001 zde stálo Světové obchodní centrum (World Trade Center), které vystřídala budova One World Trade Center dokončená v roce 2013. Ta je aktuálně nejvyšší budovou New Yorku a západní polokoule.
Tato část Manhattanu odpovídá přibližně hranicím osady Nového Amsterdamu v pozdním 17. století a její rezidenční populace čítá zhruba 56 000 obyvatel.
Během dne se populace vyšplhá údajně až k 300 000.

## Charakteristika

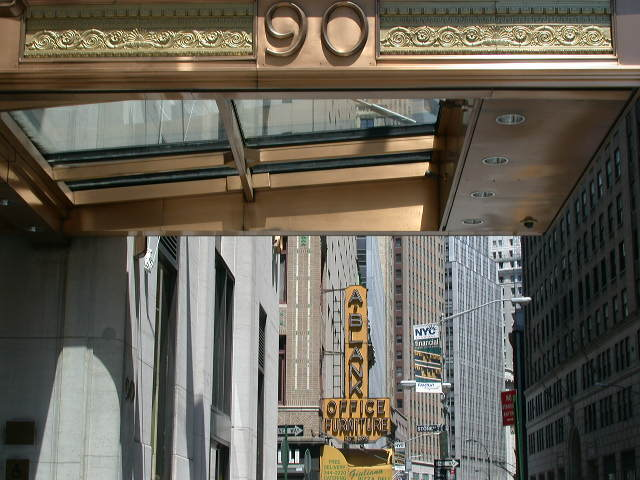
Severní pohled ulicí Broad Street ve Financial District na Manhattanu

Financial District zahrnuje oblast jižně od parku u New York City Hall (City Hall Park), vyjma Battery Park a Battery Park City. Za jeho srdce je obvykle považována křižovatka ulic Wall Street a Broad Street, přičemž obě se nachází výhradně v rámci hranic distriktu. Severovýchodní část Financial District (podél Fulton Street a John Street) byla na počátku 20. století známá jako Insurance District (distrikt pojišťovnictví), a to kvůli vysokému počtu pojišťovacích společností, které zde buď sídlily, nebo zde měly své newyorské pobočky.
Na rohu Wall Street a Nassau Street se nachází Federal Hall National Memorial, první sídlo Kongresu USA po přijetí Ústavy a zároveň místo inaugurace prvního amerického prezidenta George Washingtona 30. dubna 1789.
Dříve byla tato část města považována zejména za destinaci pro každodenní obchodníky a kancelářské pracovníky z okolí New York City a přilehlých oblastí. Dnes zde narůstá počet obyvatel s trvalým bydlištěm. Odhady z roku 2008 hovořily o zhruba 56 000 stálých rezidentech, což je velký nárůst oproti 15 až 20 tisícům osob, jež zde bydlely před rokem 2001. Od 90. let dvacátého století stoupl počet budov přestavěných z kancelářských prostor na bytové domy.

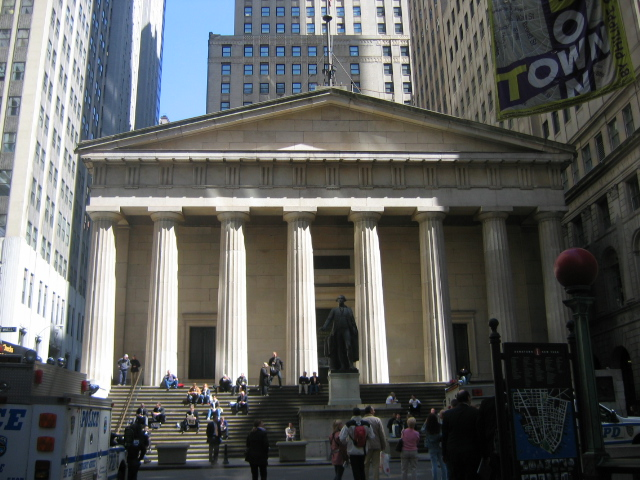
Federal Hall

Zároveň se zvýšil počet turistických atrakcí, jako je např. přilehlý historický distrikt South Street Seaport, muzeum newyorské policie New York City Police Museum nebo muzeum financí Museum of American Finance. Bowling Green je zase startovním bodem tradičních slavnostních průvodů ticker-tape parade na jižní části ulice Broadway známé pod názvem Canyon of Heroes. V přilehlém Battery Park City se nachází židovské muzeum Museum of Jewish Heritage, muzeum mrakodrapů Skyscraper Museum nebo také Světové finanční centrum (World Financial Center).
Ačkoli je termín „Financial District“ někdy používán jako synonymum pro „Wall Street“, druhý jmenovaný je často myšlen jako metonymie pro finanční trhy jako celek, zatímco „Financial District“ se vztahuje skutečně ke geografické oblasti. Podle oficiálních dat města New York se čtvrť jmenuje Wall Street.